# Hermann Berger (Politiker)
Hermann Berger (* 9. November 1905 in Olten; † 22. Juli 1979 ebenda, heimatberechtigt in Spiez und Olten) war ein Schweizer Politiker (SP).

## Biografie
Hermann Berger wurde als Sohn des Weichenwärters Eduard Hermann Berger in Olten geboren. Nach dem Besuch der Primar- und Bezirksschule in Olten, liess er sich am Lehrerseminar von Solothurn ausbilden. Im Anschluss daran übernahm er ab 1926 die Stellen eines Primarlehrers in Aetingen, 1927 in Luterbach sowie 1931 in Olten. Seine letzte Anstellung war die eines Gewerbelehrers in Olten in den Jahren 1943 bis 1970.  
Politisch aktiv war der SP-Politiker auf Gemeindeebene von  1929 bis 1931 im Gemeinderat von Luterbach sowie von 1941 bis 1973 im Gemeinderat von Olten. Daneben war er von 1937 bis 1957 im Kantonsrat des Kantons Solothurn, davon 1957 als Präsident, vertreten. Schliesslich wurde er in den Jahren 1963 bis 1971 in den Nationalrat gewählt.  Zusätzlich war er ab 1949 Präsident der Delegiertenversammlung des Consumvereins Olten und Verwaltungsrat der Genossenschaftsdruckerei Olten. Hermann Berger engagierte sich in Musik-, Theater- und Sportvereinen und gehörte in den 1940er bis 1960er Jahren zu den führenden Persönlichkeiten der Oltner Sozialdemokraten.
Hermann Berger, der 1932 Lilie (geborene Schwaller) ehelichte, verstarb am 22. Juli 1979 im Alter von 73 Jahren in Olten.